# 곡나진수
곡나진수(谷那晋首, ?~?)는 백제의 유민이다.

## 생애
백제 멸망 후 백제 부흥운동을 전개했지만, 부흥운동의 중심지인 주류성가 함락된자 여자신, 달솔 목소귀자, 억례복류 등과 함께 왜로 망명했다.
671년, 망명한 백제귀족들에 대한 일본조정의 관위 제수에서 다이센게(大山下)가 되었으며, 기록에 의하면 그는 병법(兵法)에 밝았다고 한다.